# Kitid

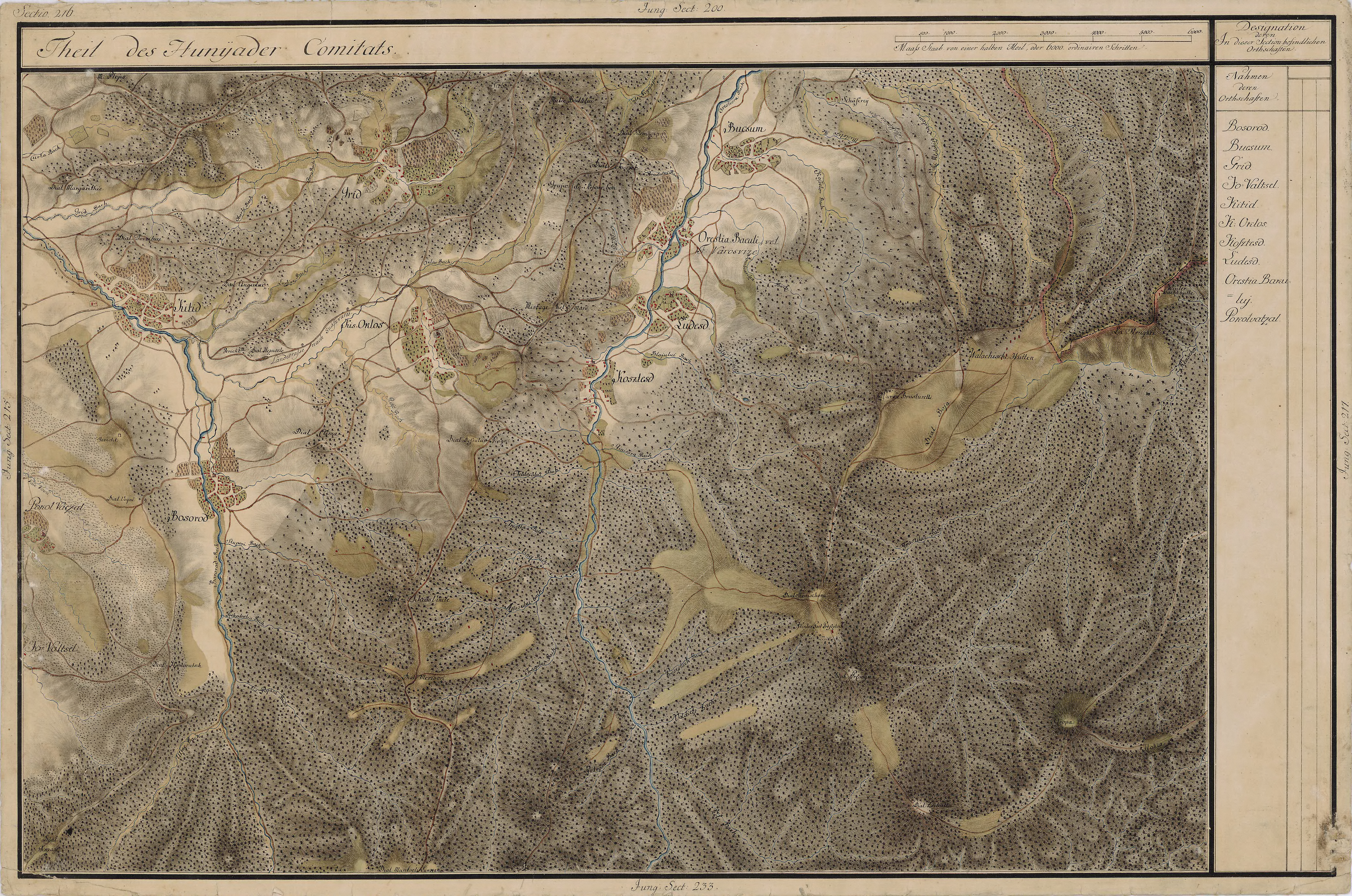
Kitid egy régi térképen

Kitid románul: Chitid, falu Romániában, Erdélyben, Hunyad megyében.

## Fekvése
Kalántól délkeletre, a Sztrigy mellékfolyója mellett fekvő település.

## Története
A falu határában római villa maradványait tárták fel; a romániai műemlékek jegyzékében a HD-I-s-B-03171 sorszámon szerepel.
Kitid, Keted (Ketted < > kedd) nevét 1377-ben említette először oklevél kenezyatus villarum Olahalium Felkytid et Alkytid formában. Tehát ekkor már népes hely lehetett, mivel két ilyen nevű település is állt egymás közelében Alsó- és Felsőkytid néven. 1391-ben ville wolachales ... utraque Keted, 1515-ben p. Alsokethyd, Fewlsewkethyd, 1733-ban Titid, 1750-ben Fitit, 1760–1762 között Kitid, 1808-ban Kitid, 1913-ban Kitid néven volt említve.
1377-ben a 2 helység: Kitid és Aklos kenézségét - Lajos király jóváhagyásával – László erdélyi vajda Szentgyörgyi László fia Miklósnak és Zajk fia Péternek adta mint a hűtlen Kende és fiai birtokait. Később a Benczenczi, Arani ~ Porkoláb, Töreki, Rápolti, Macskási, Macskási Tárnok, Bélai, Váraskeszi Lépes, Korlátkői és a Bucsáni családok birtoka volt.
Az 1800-as években a Pallas nagy lexikona írta a településről: „kisközség Hunyad vármegye hátszegi járásában, 833 lakossal, 48 magyar, 741 oláh. Körjegyzői székhely, evangélikus református templommal, de a lelkész Magyar-Brettyéről jár át. Állami elemi iskola. A helység felett a református temetőnél római település nyomai, Zsidovin néven ismeretes. Jellegzetes fedélcserepek, építő téglák kerülnek napfényre. A rómaiak innen Kis-Oklos felé átjáró utat vezettek keletre a szászvárosi völgybe Városviz tábor helyükhöz. A vicinális út Kis-Oklostól a patak mentén a Fazarel tetőn érte el a vizválasztót s ugy lejtett Alsó- és Felső-Városviz közti castrumhoz. Kitidnél a római telep felett emelkedő Plesa-tetőn 1883 tavaszán aranykarikákat, rudakat túrtak ki a disznók tetradrachmákkal együtt. Kitid a magyarság egyik kis olvadozó oazisa.”
A trianoni békeszerződés előtt Hunyad vármegye Hátszegi járásához tartozott.
1910-ben 843 lakosából 757 román, 173 magyar volt. Ebből 768 görög keleti ortodox, 55 református, 13 római katolikus  volt.

## Nevezetességek
- 18. századi temploma a romániai műemlékek jegyzékében a HD-II-m-B-03292 sorszámon szerepel.[1]